# Municipios de El Salvador
Los municipios de El Salvador son aquellas entidades territoriales que corresponden al segundo nivel de división administrativa en El Salvador, y que conforman los departamentos. En total, El Salvador posee 44 municipios, que se subdividen en 262 distritos (siendo uno de ellos la capital de la nación).
El Código Municipal, emitido el 31 de enero de 1986 y actualmente en vigencia, establece que el Municipio constituye la unidad política administrativa primaria dentro de la organización estatal, establecida en un territorio determinado que le es propio y que cuenta con autonomía política. Correspondiéndole a la Asamblea Legislativa su creación, fusión o incorporación.
El 1 de junio de 2023, el presidente Nayib Bukele propuso la reducción de los concejos municipales a 44; lo que sería aprobado por la Asamblea Legislativa el 13 de junio de ese mismo año. Con ello, los antiguos 262 municipios pasaron a ser distritos de los nuevos 44 municipios.

## Historia

### Época colonial

#### Organización original hasta 1786
En principio, los españoles organizaron ayuntamientos en cada una de las villas y ciudades que fueron fundando. La villa de San Salvador, fundada en 1525 por Gonzalo de Alvarado, y refundada en el sitio de Ciudad Vieja por Diego de Alvarado en 1528, viene siendo el primer municipio en el actual territorio salvadoreño.
A San Salvador se le sumarían la villas de: San Miguel de la Frontera (fundada en 1530 y refundada en 1535 por la actual Santa Elena), la Santísima Trinidad de Sonsonate (fundada en 1552), y la de San Vicente de Austria y Lorenzana (en 1636). Cada una de las cuales tendría un ayuntamiento, integrado únicamente por españoles (tanto peninsulares como criollos), que estaba compuesto de dos alcaldes ordinarios (que además tenían la función de ser jueces de primera instancia y jueces de paz), un alférez, de 4 a 8 regidores, un alguacil mayor y otros cargos que se fueron añadiendo posteriormente; que en principio eran electos por los miembros del ayuntamiento anterior, pero partir de la década de 1580 todos los cargos (a excepción de la de los alcaldes) se hicieron vendibles para ser dados en subasta pública al mejor postor, pudiéndose ejercerse a perpetuidad y ser heredados (también los funcionarios podían renunciar y transferir dichos cargos a otra persona).
Para ser miembro del ayuntamiento se requería: ser español (peninsular o criollo); saber leer y escribir; estar avecindados en la población; además de que se tendrían en cuenta a los descendientes de los descubridores, conquistadores y primeros pobladores; y no podían ocupar algún cargo aquellos que tuviesen deuda con la hacienda Real.
Cada ayuntamiento tendría a su cargo una extensa jurisdicción denominada provincia: en el caso de la provincia de San Salvador esta abarcaría finalmente toda la zona central y el departamento de Santa Ana; en el caso de la de Sonsonate, los departamentos de Ahuachapán y Sonsonate; la de San Vicente, la zona paracentral con excepción del centro y poniente del departamento de Cabañas; y la provincia de San Miguel, la zona oriental. Sobre ellas se crearían las alcaldía mayores, así la alcaldía mayor de San Salvador (creada en 1578) tendría jurisdicción sobre las provincias de San Salvador,  San Vicente y San Miguel; y la alcaldía mayor de Sonsonate (creada en la década de 1540 con sede original en el puerto de Acajutla) únicamente sobre la provincia homónima; los titulares propietarios de ambas serían nombrados por el rey español; y sus territorios se encontraban a su vez dentro de la Capitanía general de Guatemala que era parte del Virreinato de Nueva España.
En cada provincia, a raíz de las leyes nuevas de 1542, había varios pueblos indígenas (conocidos en los textos de la época como pueblos de indios), y más adelante también reducciones de ladinos, que contaban con su propio cabildo presidido por uno o dos alcaldes que tomaban posesión al comienzo de cada año; y cuya función primordial era vigilar el buen comportamiento de los habitantes de esa población, pudiendo arrestarlos más no sentenciarlos ya que esa era función propia de los ayuntamientos de las villas o ciudades. Fuera de ello, los ayuntamientos podían nombrar alcaldes de la santa hermandad o alcaldes pedáneos para que se encargasen de impartir justicia en casos leves a los españoles residentes de los pueblos, así como también en los barrios de las villas y ciudades (que eran denominados como alcaldes de barrios).
El cabildo de los indígenas estaba conformado por un alcalde (cuando en la población había más de 80 casas se nombraba a dos alcaldes), de 2 a 4 regidores, 2 alguaciles (uno mayor y uno menor) y un escribano; mientras que el de los ladinos estaba conformado por un alcalde cuando tenían más de 10 habitantes (y dos alcaldes cuando hubiese más de 20 habitantes), además de un síndico (solamente cuando hubiese más de 30 pobladores) y un escribano. Para ser miembro de un cabildo indígena se requería: ser indígena puro de padre y madre, hablar castellano, ser buen cristiano y no vicioso, y no haber sido miembro en los tres años anteriores al nombramiento; se desconocen los requisitos de los cabildos de ladinos.
Para el momento de las tasaciones de tributo, realizadas entre 1548 y 1551 por el presidente de la Real Audiencia de los Confines Alonso López de Cerrato, había en todo el territorio salvadoreño 2 ciudades (San Salvador, ya ubicada en su sitio actual; y San Miguel de la Frontera, aún ubicada en su sitio original, donde estaría hasta 1580) y 168 pueblos de indígenas (de las que por lo menos 111 aún existen en la actualidad; los pueblos extinguidos habrían desaparecido por el descenso demográfico causado por las enfermedades traídas por los españoles). Más adelante, para la visita del arzobispo de Guatemala Pedro Cortés y Larraz, entre 1768 y 1770, había en todo el territorio salvadoreño 142 pueblos, 4 villas (Sonsonate, San Vicente, San Alejo, y Chapeltique), y 2 ciudades; como se mencionó anteriormente, solo San Salvador, San Miguel, San Vicente y Sonsonate contaban con ayuntamientos de españoles, los demás tenían cabildos de indígenas o de ladinos y alcaldes de la santa hermandad (si tenían población española).

#### Cambios por las reformas borbónicas desde 1785
En 1785, debido a la implementación de las reformas borbónicas, que buscaban mejorar la organización pero sobre todo la recaudación fiscal del territorio, la alcaldía mayor de San Salvador se convertiría en la intendencia de San Salvador, mientras que el alcalde mayor de Sonsonate recibiría además el título de subdelegado de la Real Hacienda. A partir de esas reformas, los ayuntamientos serían además impulsadores de la economía de su territorio, para lo que propondrían medidas en pleno cuya implementación estaría a cargo de los regidores; asimismo, los cabildos de indígenas tendrían una función económica importante debido a su recurso humano y agrícola, por lo que se exigiría que los miembros del cabildo tuvieran aplicación a la agricultura e industria.
Debido al aumento de la población española en algunas poblaciones, el intendente de San Salvador (según la facultad que le concedía el artículo 40 de la ordenanza de intendentes) podía designar dos alcaldes locales, con jurisdicción civil ordinaria, en aquellas poblaciones con muchos habitantes españoles; lo que supondría para los ayuntamientos españoles tradicionales (San Salvador, San Vicente y San Miguel) el comienzo de la pérdida de jurisdicción en el territorio de sus antiguas provincias.
En 1806 la Real Audiencia de Guatemala autorizaría a que se conformase un ayuntamiento en el pueblo de Santa Ana Grande, siendo el quinto ayuntamiento en el actual territorio salvadoreño y cuya jurisdicción abarcaba la mitad sur del actual departamento de Santa Ana.

#### Cambios por la Constitución española de 1812
Con la entrada en vigencia de la Constitución española de 1812 y su restablecimiento en 1820 (luego que retornase el absolutismo en 1814), las poblaciones con la suficientes cantidad de habitantes contarían con un ayuntamiento constitucional con miembros electos cada año (cambiándose cada año los alcaldes, y la mitad de los regidores y procuradores síndicos) en elecciones que se celebraban en el mes de diciembre, para que sus miembros tomasen posesión el primero de enero; pudiendo ser sus miembros de todas las clases sociales y castas (los antiguos cabildos de indios y ladinos fueron extintos -sobre todo en el segundo período constitucional- y sustituidos por esta nueva jurisdicción, donde todos podían ser parte).
Aquellas localidades cuya población iba de 1000 habitantes en adelante tendrían un ayuntamiento o cabildo conformado por dos alcaldes, 8 a 12 regidores y un procurador; mientras que los pueblos con una población entre 1000 y 100 habitantes estaría conformado por un alcalde, 2 a 6 regidores y un procurador.
Para ser miembro de los ayuntamientos constitucionales había que: ser ciudadano en el pleno ejercicio de sus derechos; tener como mínimo 25 años de edad; tener como mínimo 5 años de estar avecindado en la población; no ser empleado público de nombramiento del rey (o del gobierno central vigente) a excepción de los militares; y no podían dejar los cargos sin causa legal. Los miembros del ayuntamiento no podían volver a ejercer un cargo en este hasta pasado 2 años.
Las elecciones, según lo estipulado en la Constitución de 1812, eran indirectas, realizándose en un sistema de grados que estaba conformado por las juntas de parroquia, de partido y de provincia. Para las elecciones de ayuntamientos constitucionales, los ciudadanos se reunían en su respectiva parroquia, donde en conjunto conformarían la junta parroquial y procederían a elegir a los electores parroquiales, ya sea escribiendo su nombre en cédulas o papeles, o acercándose a la mesa de la junta para decirle al secretario a quienes apoyaban (anotándolos el secretario en presencia del votante). Al día siguiente, se reunían los electores de parroquia, formaban una junta (junto con quien presidía la junta parroquial), y escogerían secretamente mediante cédulas a los miembros del ayuntamiento.
El 8 de mayo de 1821, debido a un decreto de las Cortes generales españolas, la intendencia de San Salvador pasaría a ser la provincia de San Salvador, contando con un jefe político y una diputación provincial. Para ese año en que se alcanzó la independencia de España el 15 de septiembre, se habían organizado un total de 90 ayuntamientos constitucionales, 75 en la provincia de San Salvador y 15 en la alcaldía mayor de Sonsonate. Para ese momento en la provincia de San Salvador había en total unas 142 poblaciones y en la alcaldía mayor de Sonsonate 23; como se aprecia en el número de ayuntamientos constitucionales, varias poblaciones (como fue el caso de Ayutuxtepeque, Cuscatancingo, San Marcos o Ilopango) no tuvieron dichos gobiernos locales, quedando en la jurisdicción de alguno de los ayuntamientos constitucionales que nombrarían a dos alcaldes pedáneos para administrarlos.

### Pos-independencia
Luego de concretarse la independencia de España, el 30 de noviembre de 1821, la Junta Provisional Consultiva enviaría una comunicación a todos los ayuntamientos constitucionales de la antigua Capitanía general de Guatemala para que en cabildo abierto votasen sobre sí decidían unirse al Imperio mexicano. Algunos ayuntamientos no realizaron dicho cabildo abierto, ya sea por decisión propia o porque no recibieron el oficio respectivo. El 5 de enero de 1822, la Junta Provisional Consultiva contabilizó los votos, resultando en 104 a favor de la anexión, 11 que la condicionaban, 32 que dejaban la decisión en manos de la junta, 21 que consideraban que el congreso era quien tenía que decidir, y 2 que votaron en contra (San Salvador y San Vicente); de las demás poblaciones que se sabe realizaron el cabildo, se conoce el resultado de unas pocas, que es: Sonsonate, Santa Ana, San Miguel, Usulután, San Alejo y Olocuilta se decidieron por la anexión, mientras que Quezaltepeque decidió dejarle esa voluntad al congreso como había estipulado el acta de independencia. Debido a ello, las autoridades de la provincia de San Salvador, encabezadas por el presbítero José Matías Delgado, separarían la provincia de San Salvador de la antigua Capitanía general de Guatemala y se enfrentarían a las tropas provenientes de México hasta que la provincia fue anexada a la fuerza el 9 de febrero de 1823; sin embargo el Imperio mexicano caería y en Guatemala se reunirían los diputados de las distintas provincias que el 1 de julio de ese año declararían la independencia absoluta de las Provincias Unidas del Centro de América.
A partir del decreto de la Asamblea Nacional Constituyente de las Provincias Unidas del Centro de América del 30 de julio de 1823 los ayuntamientos constitucionales pasaron a denominarse municipalidades; y con el decreto, del mismo cuerpo constituyente, del 10 de mayo de 1824 se establecerían también en poblaciones con menos de 1000 habitantes.

#### Durante la República Federal de Centroamérica
El 12 de junio de 1824, con la entrada en vigencia de la primera Constitución salvadoreña se unirían los territorios de la provincia de San Salvador y la alcaldía mayor de Sonsonate en el Estado de El Salvador, que formaría parte de la República Federal de Centroamérica. Organizándose el territorio estatal en 4 departamentos (Sonsonate, San Salvador, San Vicente y San Miguel; a partir de los cuales se irían formando los demás) que estarían divididos en distritos, y estos a su vez en municipios (dirigidos cada uno por un concejo municipal renovado cada año que estaría presidido por uno o dos alcaldes). Los distritos antes mencionados tenían funciones políticas, judiciales y electorales; estaban a cargo del alcalde de la cabecera del distrito,  quien además tenía el título de jefe de distrito; y continuarían existiendo hasta el siglo XX pero irían perdiendo relevancia con el pasar del tiempo.
El 4 de septiembre de 1832, se emitió el Reglamento de Jefes Políticos, Municipalidades y Alcaldes. Este reglamento estableció límites y jurisdicciones para los Departamentos y reglamentó las municipalidades y el cargo de Alcalde. Según el reglamento, los cargos de las municipalidades serían determinados por población de la siguiente manera:
| Número de habitantes | Alcalde(s) | Regidores | Síndico(s) |
| -------------------- | ---------- | --------- | ---------- |
| 200 a 500            | 1          | 2         | 1          |
| 1000 a 2000          | 2          | 6         | 2          |
| 2000 a 4000          | 2          | 8         | 2          |
| 4000+                | 3          | 8         | 2          |

Para ser miembro de la municipalidad se requería: ser ciudadano, tener 25 años cumplidos, "conocida moralidad", y vecindad en el territorio o comarca del municipio. Las Municipalidades de cabecera de partido habían de establecer Juntas de sanidad compuestas del Alcalde primero, el Cura Párroco, un Regidor, los facultativos o prácticos en medicina que hubiere en el lugar en medicina y cirugía y un vecino nombrado por la municipalidad. La Municipalidad estaba encargada de la estadística y mejoras materiales de su jurisdicción.
Las elecciones continuarían siendo indirectas, tal como lo estipulaba la Constitución española de 1812 con la diferencia que el sistema de grados que estaría conformado por: las juntas populares, las juntas de distrito, y las juntas departamentales. Para la elección de municipalidades, la autoridad superior de cada lugar convocaba por bandos a los ciudadanos que se hallaban dentro de los límites de la municipalidad en la que se encontraba. Entonces, los ciudadanos se reunían bajo la presidencia de la autoridad local el 1 de diciembre y procedían a nombrar el directorio de la junta popular. En seguida, votaban por 10 electores en los lugares con 200 a 500 habitantes; 15 en las poblaciones de 500 a 1000 habitantes; por 20 en las de 1000 a 2000; 30 en las de 2000 a 4000; y 40 en las que tenían más de 4000 habitantes. Luego de verificarse las elecciones, la autoridad local citaba y convocaba a los electores para el tercer domingo de diciembre; y estando reunidas para esa fecha las dos terceras partes, procedían a elegir a los miembros de las municipalidades. Todos los actos electorales eran públicos, y duraban de las 8 de la mañana hasta ser concluidos; y las votaciones eran a voz alzada o con cédulas.
Para fines de la época federal había alrededor de 194 municipios en todo el territorio salvadoreño, de los que 29 fueron fundados durante ese período (no incluyendo aquellos pueblos que no tuvieron ayuntamientos constitucionales, con el régimen constitucional español, y se convirtieron en municipios a partir de 1824).

#### Pos-federación y actualidad

##### Resto delsigloXIX
El 22 de febrero de 1841 El Salvador asume su soberanía y declara disuelta la unión centroamericana con la entrada en vigencia de la Constitución de ese año; pero será hasta el 25 de enero de 1859, cuando por decreto legislativo, se oficialice su calidad de república libre, soberana e independiente. En principio la organización municipal se mantiene a la que había en la federación centroamericana, hasta que el 9 de diciembre de 1854, el gobierno de José María San Martín decretó varios cambios para la gobernación de los municipios; el número de miembros de las municipalidades fue reformado de la siguiente manera: 1 Alcalde y 1 Síndico en cada población y por el número de habitantes el número de regidores sería:
- 1 regidor en las poblaciones que no pasen de 3000 habitantes.
- 3 regidores en las poblaciones que tengan de 3000 a 10,000 habitantes.
- 5 regidores en las que tengan de 10,000 habitantes arriba.

Este decreto también estableció los Juzgados de Paz, lo que separó lo judicial de la gobernación política de las municipalidades. Fueron establecidos con el número siguiente:
- 1 Juez de Paz propietario, 1 suplente para poblaciones que tienen 1 o 3 regidores.
- 2 Jueces de Paz propietarios, 2 suplentes para poblaciones que tienen 5 regidores.

Debido a que el límite mínimo de población de un municipio fue puesto en 3000 habitantes, aquellas poblaciones denominadas medias municipalidades serían extinguidas y unidas a otro municipio; como fue el caso de Santa Lucía Chacalcingo, que fue unido al municipio de Santa Ana.
Para el año de 1855, cuando el presbítero Isidro Menéndez realizó su Recopilación de leyes, en todo el país había un total de 218 municipios, de las que 201 eran pueblos, 9 villas y 8 ciudades.
El 12 de noviembre de 1861, el gobierno del Presidente Gerardo Barrios decretó el Reglamento de Gobernadores, Jefes de Partido, Concejos Municipales, Alcaldes y Jueces de Paz. Éste tenía el propósito de remediar las confusiones causadas por las diversas leyes emitidas para el arreglo de las municipalidades y para deslindar las atribuciones de los Jefes de Partido y asegurar la recaudación y legal inversión de los fondos municipales.
El 15 de febrero de 1866, durante la administración del Presidente Francisco Dueñas, la Cámara de Senadores promulgó el Código Político y Municipal, entró en vigencia desde su publicación el  periódico oficial El Constitucional en el 4 de abril de 1867. Éste reemplazó el Reglamento de 1861 que se había considerado en desarmonía con las leyes que aseguran la independencia de los funcionarios municipales y judiciales y que contenía "disposiciones muy complicadas e impracticables en el manejo y cuenta de los fondos municipales". Según el Código, las municipalidades estaban proporcionadas con 1 Alcalde, 1 Síndico, y con:
- 2 Regidores y 1 Juez de Paz propietario y 1 suplente en las poblaciones de 200 a 2,000 habitantes.
- 4 Regidores y 2 Jueces de Paz propietarios y 2 suplentes en las poblaciones de más de 2,000 habitantes.

El 29 de abril de 1875, durante el gobierno de Santiago González, las cámaras legislativas decretaron la Ley del régimen municipal; que estableció que las elecciones municipales, a diferencia de las demás, serían de forma directa, sin electores; también estableció la población mínima para establecer un municipio en 500 habitantes; y que los consejos municipales contarían con 1 alcalde y 1 síndico, y con:
- 2 regidores las poblaciones tengan hasta 2000 habitantes.
- 4 las que tengan entre 2000 y 10000.
- 6 las que tengas más de 10000.[22]

Asimismo, según la Ley del régimen político, el país contaba para 1875 con 14 departamentos, 29 distritos, y 232 municipios.
La Constitución de 1886 continúa estableciendo la elección directa para escoger al gobierno municipal, a la vez que establece esa forma de votación para las demás elecciones. El 17 de mayo de 1895, la Asamblea Nacional emitió una Ley del Ramo Municipal que fue sancionada por el Poder Ejecutivo el  28 de mayo; el cual se asemeja a la ley del régimen político de 1875; y que establece que los consejos municipales contarían con 1 alcalde y 1 síndico, y con:
- 2 regidores en las poblaciones de hasta 500 habitantes.
- 4 regidores las que tengan hasta 2000 habitantes.
- 6 regidores las que tengan hasta 8000 habitantes.
- 8 las que tengan hasta 15000 habitantes.
- 10 las que tengan más de 15000 habitantes.[26]

El 8 de mayo de 1897, la Asamblea Nacional emitió una nueva Ley del Ramo Municipal que fue sancionada por el Poder Ejecutivo el 16 de mayo; esta ley estableció que los consejos municipales contarían con 1 alcalde, 1 síndico, y con:
- 2 regidores las poblaciones que tengan hasta 2000 habitantes.
- 4 regidores las que no exceden de 6000 habitantes.
- 6 las que no excedan de 10000 habitantes.
- 8 las que tengas más de 10000 habitantes.[27]

##### SiglosXXyXXI
La Asamblea Nacional Legislativa por decreto del 20 de abril de 1907, hizo varias reformas relacionadas con la glosa por la Contaduría Municipal. El 28 de abril de 1908 fue promulgada otra Ley del ramo municipal, que tenía la misma cantidad y proporción de miembros de los consejos municipales que la ley de 1897.
En 1914, la asamblea legislativa estableció que las municipalidades durarían dos años; pero en 1916 se restableció la duración de un año. En 1921 es restablecido la duración de dos años, no obstante en 1925 se volvió nuevamente a la duración de un año. En 1927 se volvió a establecer el bienio (período de dos años), lo cual quedaría fijo en las décadas posteriores hasta 1983, cuando la constitución de ese año, y actualmente en vigencia, estableció que la duración de las municipalidades sería de 3 años.
En la Constitución de 1939, emitida durante la dictadura del general Maximiliano Hernández Martínez, se hizo un cambio drástico en las municipalidades. Según el artículo 135 en el Título X sobre el régimen departamental y local, los alcaldes serían de nombramiento del ejecutivo, siendo solamente el concejo municipal de elección popular. El 8 de noviembre del mismo año de 1939 la Asamblea Nacional Legislativa emitió el decreto legislativo número 72 dictando disposiciones más específicas relativas a la nueva constitución.
En las reformas a la Constitución hechas en 1945 y en la Constitución de 1950 se vuelve a recuperar la autonomía política de los municipios. Únicamente durante los gobiernos provisionales (ya sean consejos, juntas, directorios, o los presidentes provisionales) el ejecutivo tendría la facultad de nombrar a los miembros de las distintas municipalidades.
La creación del distrito de Berlín el 12 de noviembre de 1947 (con los municipios de Santiago de María, su cabecera; Berlín; Mercedes Umaña; San Agustín y San Francisco Javier); y el cambio de nombre del distrito de Alegría, que pasa a ser el distrito de Santiago de María, el 26 de octubre de 1848 (con Santiago de María, su cabecera; Alegría; Tecapán y California); ambas en el departamento de Usulután; marcan la última vez que se crea y modifica dicha jurisdicción supramunicipal en su sentido original, ya que a partir de ese punto los distritos empezarían a perder significación práctica a favor de los departamentos, siendo en las décadas siguientes olvidados en la definición de nuevas unidades territoriales.
Según la Ley única del régimen político, con las reformas decretadas hasta 1947, en ese año el país estaba conformado por 14 departamentos, 39 distritos y 259 municipios. Sin embargo, dicha cifra quedaría desactualizada ya que en las notas de la misma ley refiere que efectivamente para ese momento eran 260 municipios, misma cantidad que se observa en la obras del historiador Jorge Lardé y Larín tituladas «Recopilación de Leyes Relativas a la Historia de los Municipios de El Salvador» (de 1950, y donde la última ley sobre creación de pueblos es en la que se erige como municipio a San Antonio Pajonal el 13 de noviembre de 1945) y «El Salvador. Historia de sus pueblos, villas y ciudades» (en su primera edición de 1957).
Con la Constitución de 1983, actualmente vigente, la autonomía municipal (que hasta entonces era únicamente en lo administrativo y lo económico) se amplía a lo técnico. Para ese año de 1983, había en el país 261 municipios (habiéndose sumado uno más desde 1947, que sería El Divisadero creado el 30 de noviembre de 1961) de los que 128 eran pueblos, 70 villas y 63 ciudades.
Con el Decreto Legislativo N° 243, del 26 de octubre de 1984, publicado en el Diario Oficial N° 205, Tomo N° 285, del 1 de noviembre de 1984, es erigido el municipio de San Luis La Herradura; con lo que el país llega a tener un total de 262 municipios.
El 1 de marzo de 1986, es derogada la Ley del ramo municipal que fue promulgada el 28 de abril de 1908, con la aprobación del actual Código Municipal. El cual en su artículo 24, tal y como estuvo en vigencia hasta el año 2023, estableció que los Consejos Municipales estarían integrados por un Alcalde, un Síndico, dos Regidores Propietarios, un número de Regidores Propietarios en proporción a la población y cuatro Regidores Suplentes. Siendo la proporción de la cantidad de Regidores la siguiente:
- 2 regidores en los municipios que tengan hasta 10,000 habitantes.
- 4 en los que tengan más de 10,000 hasta 20,000 habitantes.
- 6 en los que tengan más de 20,000 hasta 50,000 habitantes.
- 8 en los que tengan más de 50,000 hasta 100,000 habitantes.
- 10 en los que tengan más de 100,000 habitantes.

El Código Municipal, en su Capítulo I, Título IV, estableció que los requisitos para la creación de un municipio serían los siguientes:
1. Una población no menor de 50,000 habitantes.
2. Un territorio determinado.
3. Un centro de población no menor de 20,000 habitantes, que sirva de asiento a sus autoridades.
4. Posibilidad de recursos suficientes para atender los gastos de gobierno, administración y presentación de los servicios públicos esenciales.
5. Conformidad con los planes de desarrollo nacional.[36]

Sin embargo, para el año de 1996, ascendían a 203 (el 77 48%) los municipios que no reunían los requisitos mínimos de población establecidos por el Código Municipal (específicamente el de tener un centro poblacional de más de 20000 habitantes).Para el año 2023, solamente 31 municipios cumplirían con el requisito de tener más de 50000 habitantes, y de las restantes la gran mayoría tampoco tendrían un centro poblacional de más de 20000 habitantes; asimismo, muchos no tendrían los recursos necesarios para mantener a la población local, y además serían focos de corrupción.
El 13 de junio de 2023 la Asamblea Legislativa de El Salvador aprobó la Ley Especial para la Reestructuración Municipal, con la cual los 262 municipios existentes se redujeron a 44, que son nombrados según su ubicación en el departamento al que pertenecen. Esta nueva ley sería ratificada por el presidente Nayib Bukele el 14 de junio y publicada ese mismo día en el Diario oficial N.º 110, Tomo N.º 439.

## Gobierno
El gobierno municipal es ejercido por un Consejo Municipal, con carácter deliberante y normativo, que está integrado por un Alcalde, un Síndico, dos Regidores Propietarios, un número de Regidores Propietarios en proporción a la población y cuatro Regidores Suplentes.
Según el artículo 4 sección A de la Ley Especial para la Reestructuración Municipal, el número de Regidores según la proporción de la población es la siguiente:
- 2 regidores en los municipios que tengan hasta 200,000 habitantes.
- 6 en los que tengan más de 200,000 hasta 400,000 habitantes.
- 8 en los que tengan más de 400,000 habitantes.

## Organización territorial
Los municipios están subdivididos en distritos; correspondiéndole a los Consejos Municipales dictaminar cuál de ellos será la cabecera de su respectivo municipio, instalando sus oficinas en las instalaciones ya existentes.
Cada uno de los distritos es administrado, bajo los lineamientos del respectivo Consejo Municipal, por un jefe o director que es auxiliado por un subjefe o subdirector, y que está acompañado por el personal administrativo y técnico que considere necesario.
Los distritos, en su mayoría, están conformados por un área urbana (que es la cabecera del distrito), y cantones que a su vez están compuestos por caseríos; siendo el Consejo Municipal respectivo quien debe aprobar los lineamientos para la organización y funcionamiento de los distritos y su relación con su municipio.